# Euxoa asymmetrica
Euxoa asymmetrica är en fjärilsart som beskrevs av Igor Kozhanchikov 1930. Euxoa asymmetrica ingår i släktet Euxoa och familjen nattflyn. Inga underarter finns listade i Catalogue of Life.